# Ubora Towers
Die Ubora Towers sind ein Gebäudekomplex in der Business Bay, einem im Bau befindlichen Unternehmensviertel in Dubai. Der Komplex besteht aus zwei Hochhäusern, dem Ubora Tower 1 und dem Ubora Tower 2.
Der Ubora Tower 1 ist mit 263 Metern und 57 Etagen der höhere der beiden Türme und einer der höheren Wolkenkratzer in Dubai. Das Gebäude enthält Büro- und Geschäftsflächen, weshalb auch die Bezeichnung Ubora Commercial Tower verwendet wird. Der Ubora Tower 2 ist mit 20 Stockwerken deutlich kleiner und dient als Wohngebäude. Das Hochhaus trägt deshalb auch die Bezeichnung Ubora Residential Tower.